# IC 3267
IC 3267 је спирална галаксија у сазвјежђу Дјевица која се налази на листи објеката дубоког неба у Индекс каталогу.
Деклинација објекта је + 7° 2' 26" а ректасцензија 12h 24m 5,5s. Привидна величина (магнитуда) објекта IC 3267 износи 13,4 а фотографска магнитуда 14,1. IC 3267 је још познат и под ознакама UGC 7474, MCG 1-32-44, CGCG 42-79, VCC 697, PGC 40317.